# 约瑟夫·海兹拉尔
约瑟夫·海兹拉尔（1927年1月21日—2012年1月4日）是捷克艺术史学家、汉学家。曾在1951年至1956年留学北京大学和中央美术学院，并与齐白石结成忘年交。著有捷克文《齐白石》一书，后被译为中文于2018年出版。

## 生平
1927年1月21日出生于捷克斯卡利采，自幼随母亲学画。1945年前往布拉格求学，考入布拉格工艺美术学院。1949年6月，他遇到了正好在布拉格出席世界拥护和平大会的徐悲鸿等中国代表团。1951年幸运地获得机会前往北京留学。在学了几年汉语和中国历史后，于1953年转到中央美术学院，师从王逊。1956年与北大东语系的湖北女孩李玳君结婚，同年10月返回捷克斯洛伐克，年底即获得硕士学位。从1960年开始，他致力于《齐白石》传记的写作，1970年得以出版。布拉格之春事件后被清查，并被解雇。1991年获得汉学博士学位。
2012年1月4日逝世。